# ヤブロネツ・ナド・ニソウ
ヤブロネツ・ナド・ニソウ（チェコ語: Jablonec nad Nisou [ˈjablonɛts ˈnad ɲɪsou] ( 音声ファイル)、ドイツ語: Gablonz an der Neiße ガーブロンツ・アン・デア・ナイセ）は、チェコ共和国リベレツ州の地域第2の都市で人口およそ4万6千人。ボヘミア地方に属する。都心部は歴史的建造物が保存され、都市記念物ゾーンとして国の保護を受けている。
地域の教育の中心であり、ガラスと宝飾品、中でもビジューの生産地として、またイゼラ山地のリゾート地として著名である。地名の一部の「ナド・ニソウ」とはチェコ語でニサ川の河畔の」（街）を意味する（ドイツ語発音でナイセ川）。

## 地理

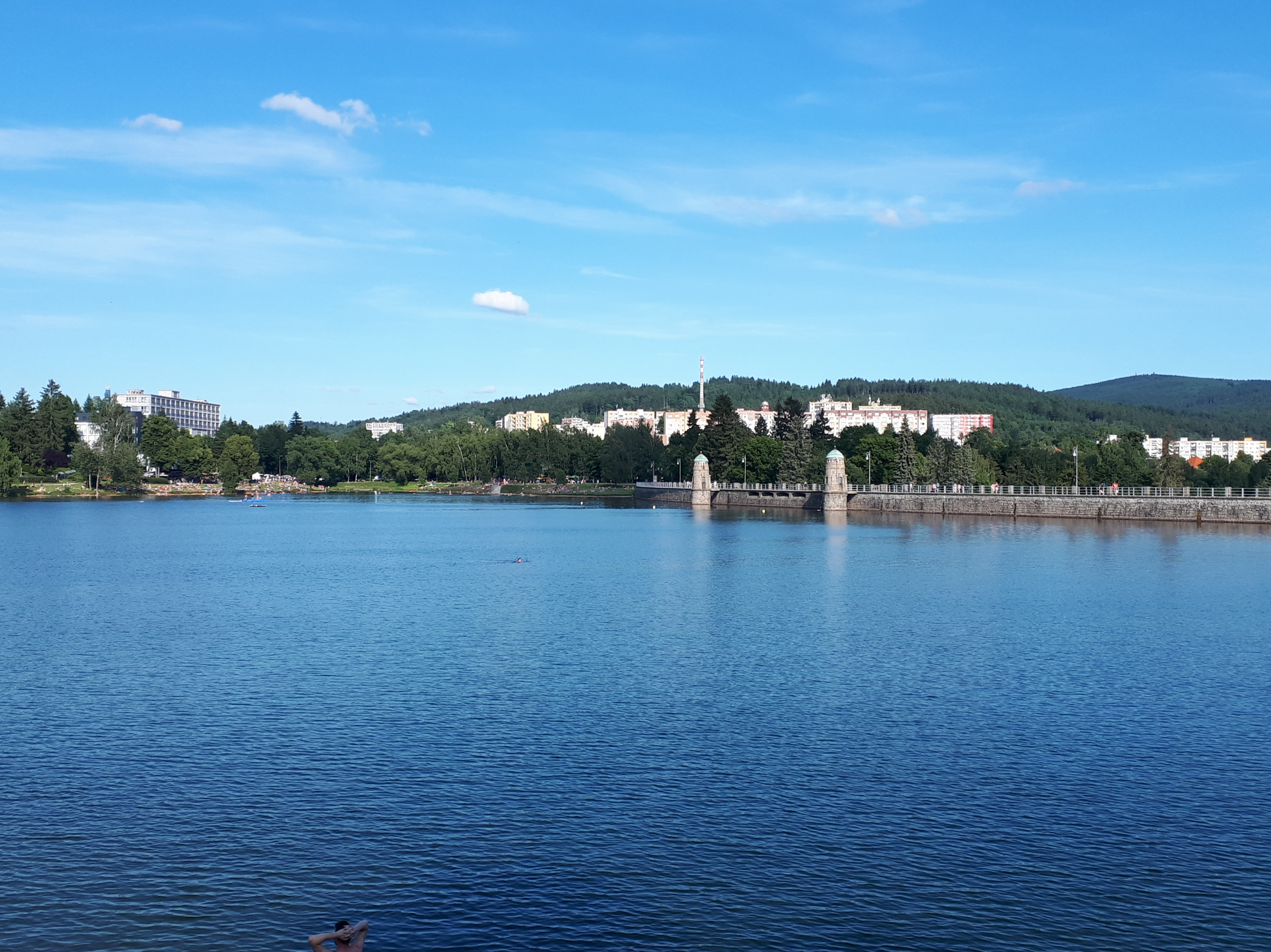
Jablonec nad Nisou as viewed across the Mšeno Reservoir

## 歴史

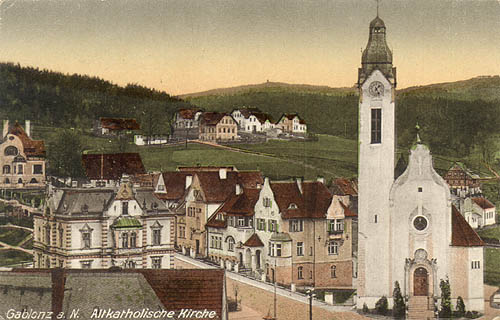
Old Catholic parish church

ヤブロネツの村は、14世紀にできた。初めて公文書に名前が記録されたのは1356年である。ヤブロネツとはチェコ語で「リンゴの木のある土地」という意味であった。1496年8月、村はボヘミア国王イジーと、ラウジッツ地方の自治体との戦いで、暴徒と化したラウジッツ側によって火を放たれた。18世紀、最初の人工宝石がつくられ、最初の輸出業者J・F・シュヴァンの名はヨーロッパ中に広まった。当村はそのころ「ガブロンツ村」とドイツ語の名前で呼ばれており、1808年4月21日に神聖ローマ皇帝フランツ2世によって郡区に昇格される。やがて1866年3月28日にはオーストリア皇帝フランツ・ヨーゼフ1世によって町と認められた。

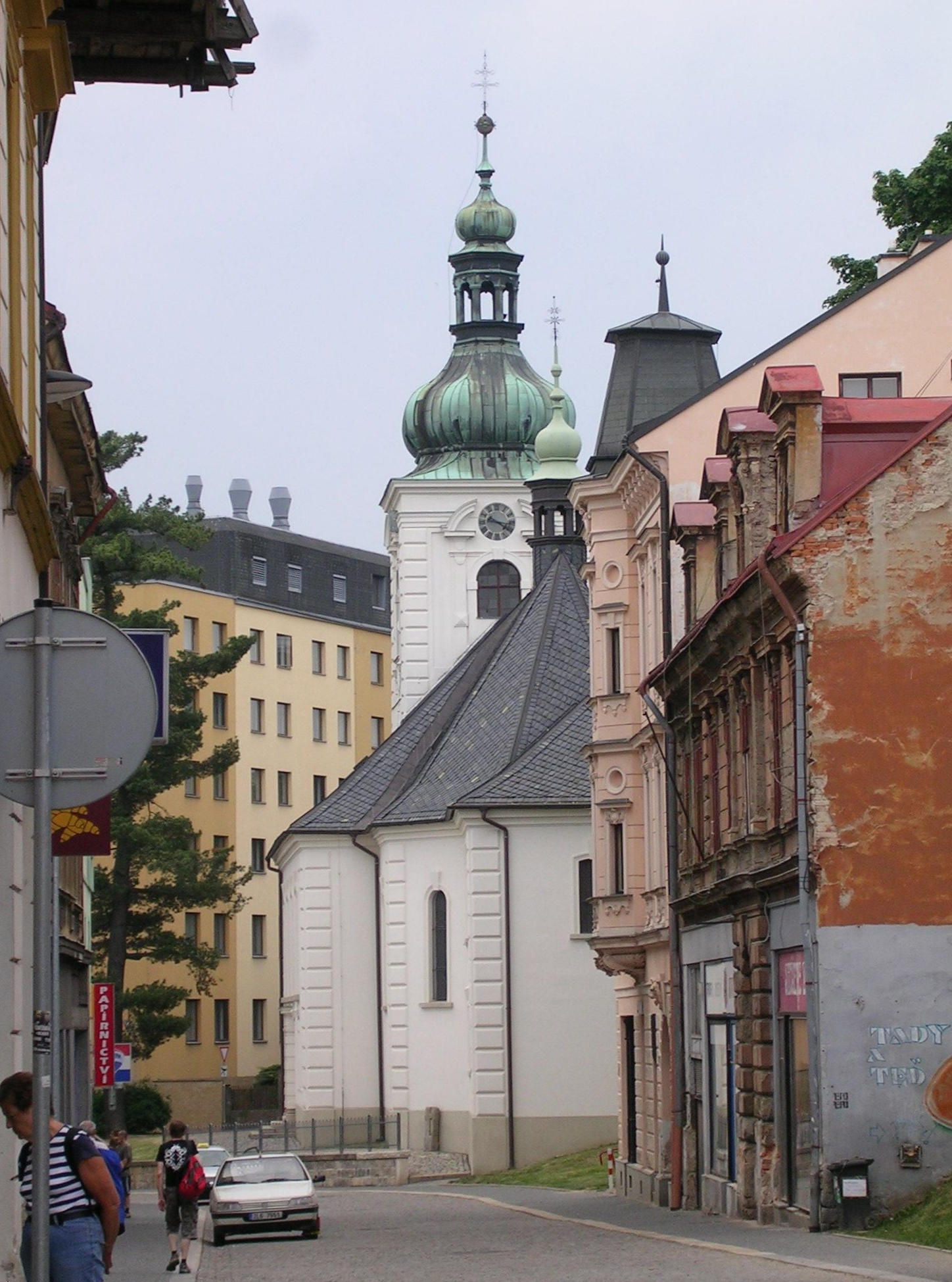
聖アンニ教会と町並み

19世紀に町は繁栄し富を得た。ガラス加工と人工宝石製造の業界は1870年から1871年にわたる普仏戦争下で窮地に立たされると、貿易業者は海外市場に活路を求めた。ガブロンツはさまざまなガラス製品と人工宝石を次々に送り出し、広範な製品を生み出すにつれて都市の生活レベルも上がっていく。街の再開発が進み、繁栄と富と歩調を合わせるように人口も増えた。
歴史家のピーター・ヒンクスは20世紀初頭、ビクトリア朝と呼ばれた時代の後期に米英の業者が売りさばいた宝飾品を調べ、以下のように述べた。
"The Bohemian garnet jewellery sold by Moore and Evans [in Chicago] was the product of an industry based in the town of Gablonz, now Jablonec. These very effective jewels were set with locally mined garnets, rose cut and set in gold mounts of very formal design."—（シカゴで）ムーア・アンド・エバンス商会が扱ったボヘミア産のガーネットの宝飾品はガブロンツ、つまり現代のヤブロネツから運ばれる。地元産のガーネットをローズカットに仕立てて金の台座に取り付けたフォーマルなデザインで、実に見事な細工である。
しかしガブロンツの盛況は、1929年の「ブラックフライデー」と1930年代の経済危機により激しく影響されて、ガラス加工と宝石産業の衰退は深刻であった。
ガブロンツが位置する地方はズデーテンラントと呼ばれ、ドイツ人住民が多数派を占めていた。1938年10月、ミュンヘン会談後にヒトラーのナチス・ドイツに奪われた。
1945年に第二次世界大戦が終結すると、追放されたドイツ人と入れ替わりにチェコ人が入植し、市をチェコ語読みの「ヤブロネツ」と改名した。住まいから追われたドイツ人は1945年以後、祖国に帰ってバイエルン州カウフボイレン近郊にあるノイガブロンツ（Neugablonz＝新ガブロンツ）や、オーバーエスターライヒ州エンスにそれぞれ郡区をつくっている。

## 交通
ヤブロネツにはリベレツ市電というトラム路線が引かれ、近郊のリベレツ（Liberec）と結んでいる。またリベレツ駅からシュクラルスカ・ポレンバを結ぶ鉄道沿線に位置する地域には、駅が4つと停車場がある。バス路線の整備は人々の関心を引いている。

## スポーツ
ヤブロネツはこの一帯の観光とスポーツの中心として1994年以来、サッカーのチェコ1部リーグに属するFKバウミト・ヤブロネツの本拠地でもある。市内のスポーツ施設には水泳プール、サッカースタジアム兼陸上競場3箇所、アイスホッケー用アリーナ、体育館13箇所、運動場16件がある。近代建築でも著名で、1900年代、1920年代、1930年代の建築物が残っている。
この都市は第二次世界大戦が終わるまでドイツ語読みで「ガブロンツ」と呼ばれ、ドイツ系サッカークラブが数多く存在した。フォルトゥナ、DSK、BSKなどは1939年、ナチスに命じられ「国家社会主義体操共同体」を意味するNSTGガブロンツ」に統合された。NSTGが所属したリーグはガウリーガ・ズデーテンラントであり、戦争の終結とともに消滅した。しかし旧来のチームのうち「BSK」は1950年に再編され、BSK ノイガブロンツ（バイエルン）という名称で出直している。

## 見どころ

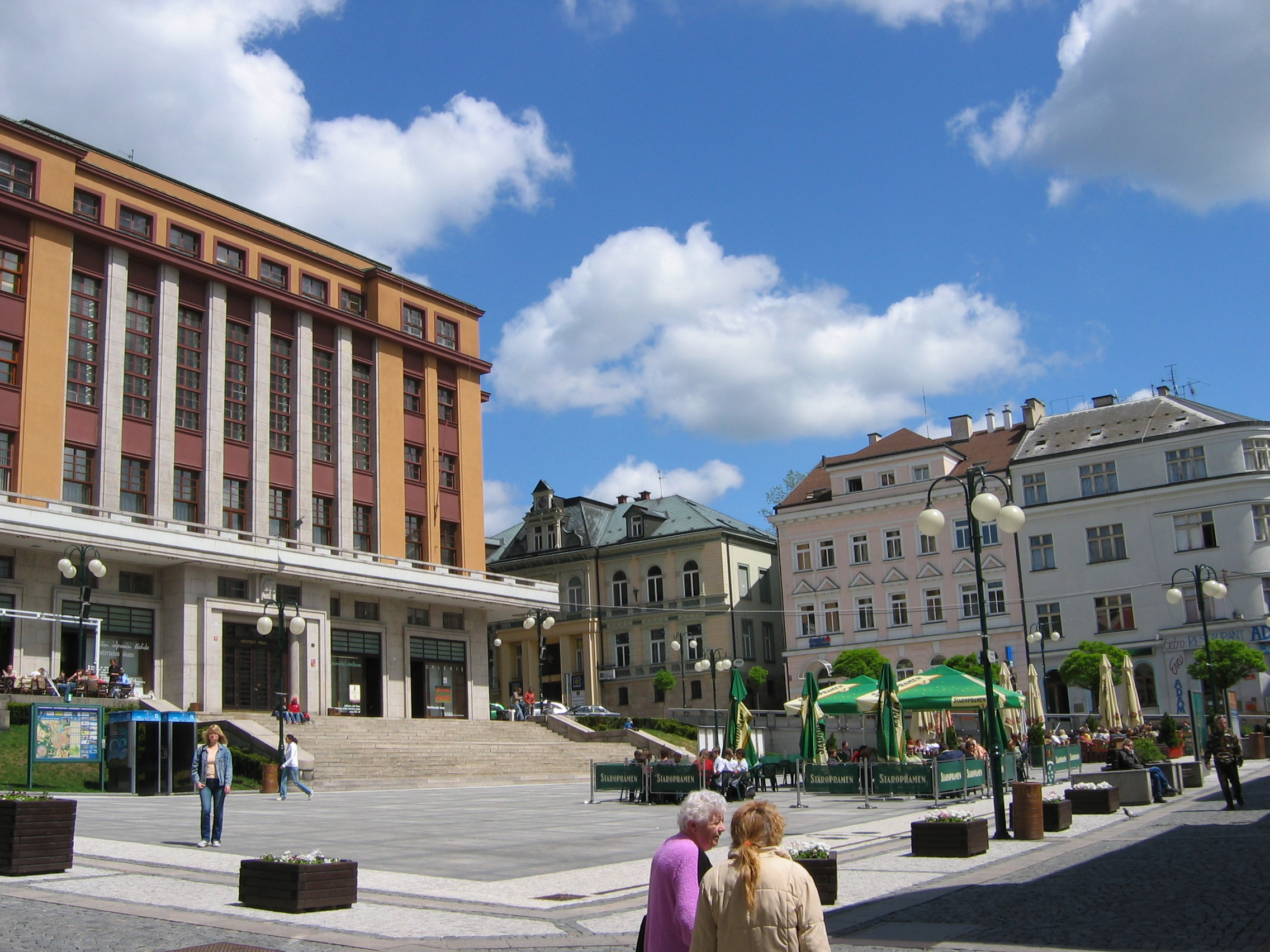
ミロヴェ広場と新市庁舎（左）

ヤブロネツ渓谷ダムは都市圏の谷にわたした形式のダムとして、ヨーロッパ最北に位置する。

歴史的な市の中心部を複数の広場が構成しており、ドルニ広場、ミロヴェ広場、ホルニ広場、アネンスケー広場とその周辺は互いに近接する。ドルニ広場に立つ旧市庁舎は、建設が1867年-1869年でその時代の典型的な四角い塔をいただく。現在は図書館に転用された。
戦間期の近代建築の優れた例の一つは、ミロヴェ広場の現在の市庁舎である。機能主義様式で新市庁舎と呼ばれ、建築時期は1930年から1933年。その価値を認められて国家文化遺産指定を受けた2024年以来、保護されている。
キリスト教会は市内に複数あり、バロック様式の聖アンネ教会（建築時期1865年-1867年）、レンガ造りの Most Sacred Heart of Jesus（イエスの最も神聖な心教会、同1930年-1931年）、聖十字架昇天教会はアール・ヌーヴォー様式（同1900年-1902年）で国内で最も重要な宗教芸術の1つに数えられる。プロテスタントの教会は擬似ゴシック様式のファルスキー博士教会（同1892年）などがある。
1904年創設のガラスとコスチューム・ジュエリーの博物館は、アールヌーヴォー様式の建物に収まり、コスチューム・ジュエリーの製作の伝統を紹介する。

## 姉妹都市
ヤブロネツ・ナド・ニソウは複数の姉妹都市提携を実施する。
- イタリア、マルスキャーノ
- 中国、北海
- ドイツ、カウフボイレン
- ドイツ、ツヴィッカウ
- ドイツ、バウツェン
- ブラジル、ノヴァ・ペトロポリス（英語版）
- ベルギー、ロンス（英語版）
- ポーランド、イェレニャ・グーラ

## 出身者
- バルボラ・シュポタコバ - 陸上競技選手
- ミハル・ドレジャル - スキージャンプ選手
- ヘレナ・シコロヴァ - クロスカントリースキー選手
- レオシュ・スワロフスキー - 指揮者